# 蘭德爾 (紐約州)
蘭德爾（英語：Randall）是位於美國紐約州蒙哥馬利縣的非建制地區。

## 歷史
蘭德爾的郵局於1863年設立，其後於1981年停運。

## 地理
蘭德爾所處的海拔為高於海平面92米（即302英呎），而該地所採用的時區為UTC-5，即北美东部时区（EST）。同時該地設有夏令時間，為UTC-5調快一小時，即UTC-4（EDT）。